# Concurs Internacional de Paella Valenciana de Sueca
El Concurs Internacional de Paella Valenciana de Sueca (en valencià i oficialment Concurs Internacional de Paella Valenciana) és una competició culinària per elaborar una paella valenciana, segons uns paràmetres establerts i amb uns ingredients determinats, que se celebra anualment en la localitat espanyola de Sueca.

## Origen de la competició

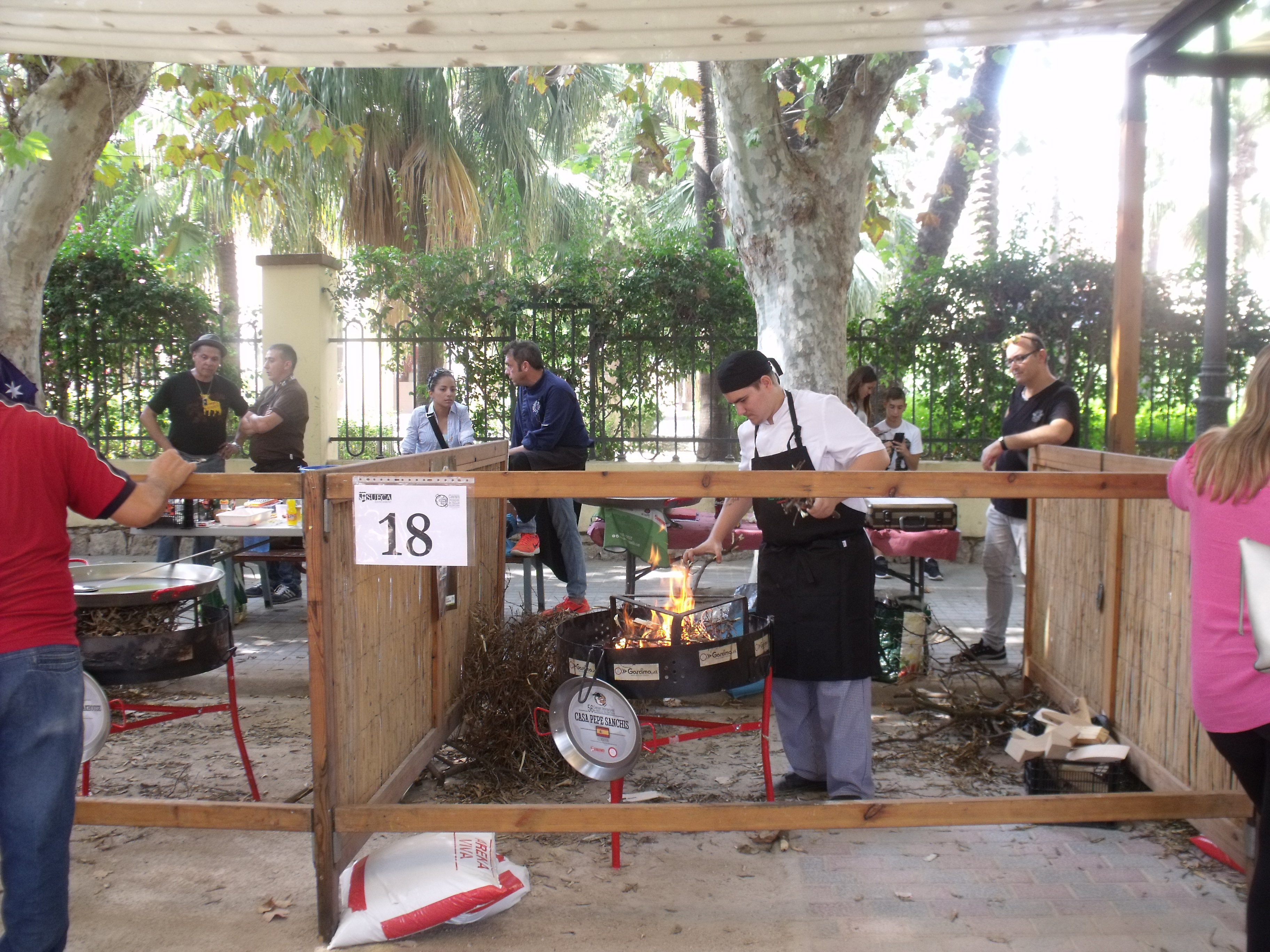
Els participants -d'uniforme- cuinen en el Passeig de l'Estació, a l'aire lliure i amb públic al seu al voltant. Només l'avaluació es realitza sense públic.

El concurs es remunta a 1961. En aquell any se celebrava el 600 aniversari de la trobada de la imatge de la Verge de Sales, patrona de Sueca. Amb aquest motiu, l'aleshores alcalde de la població, Francisco Segarra Fabiá, va decidir la celebració d'una festa dedicada a la paella. Es va iniciar amb la festa de l'arròs, que incloïa un concurs de paelles d'àmbit estatal.
Cinc anys després va ser qualificada festa d'interès turístic. La popularitat de l'esdeveniment va ser creixent, fins a aconseguir els mil sis-cents comensals en 1974. El 18 gener de 1980 es va publicar la seva condició de festa d'interès turístic en el Butlletí Oficial de l'Estat.
En 1987 es va iniciar la col·laboració del Club de Caps de Cuina de la Comunitat Valenciana, l'Associació de Cuiners i Reposters de València i la Federación de Cocineros y Reposteros de España, els quals van participar des de llavors en l'organització del concurs.
En 1990 es va iniciar la participació de concursants internacionals, començant per Europa, Amèrica i Japó. També en aquell any es va certificar la recepta de paella valenciana, oficial per al concurs, i l'activitat va aconseguir el rang de festa d'interès turístic nacional.
En 2016 es va afegir una nova semifinal per a Austràlia i Nova Zelanda, que va tenir lloc a Tasmània.

## Bases del concurs

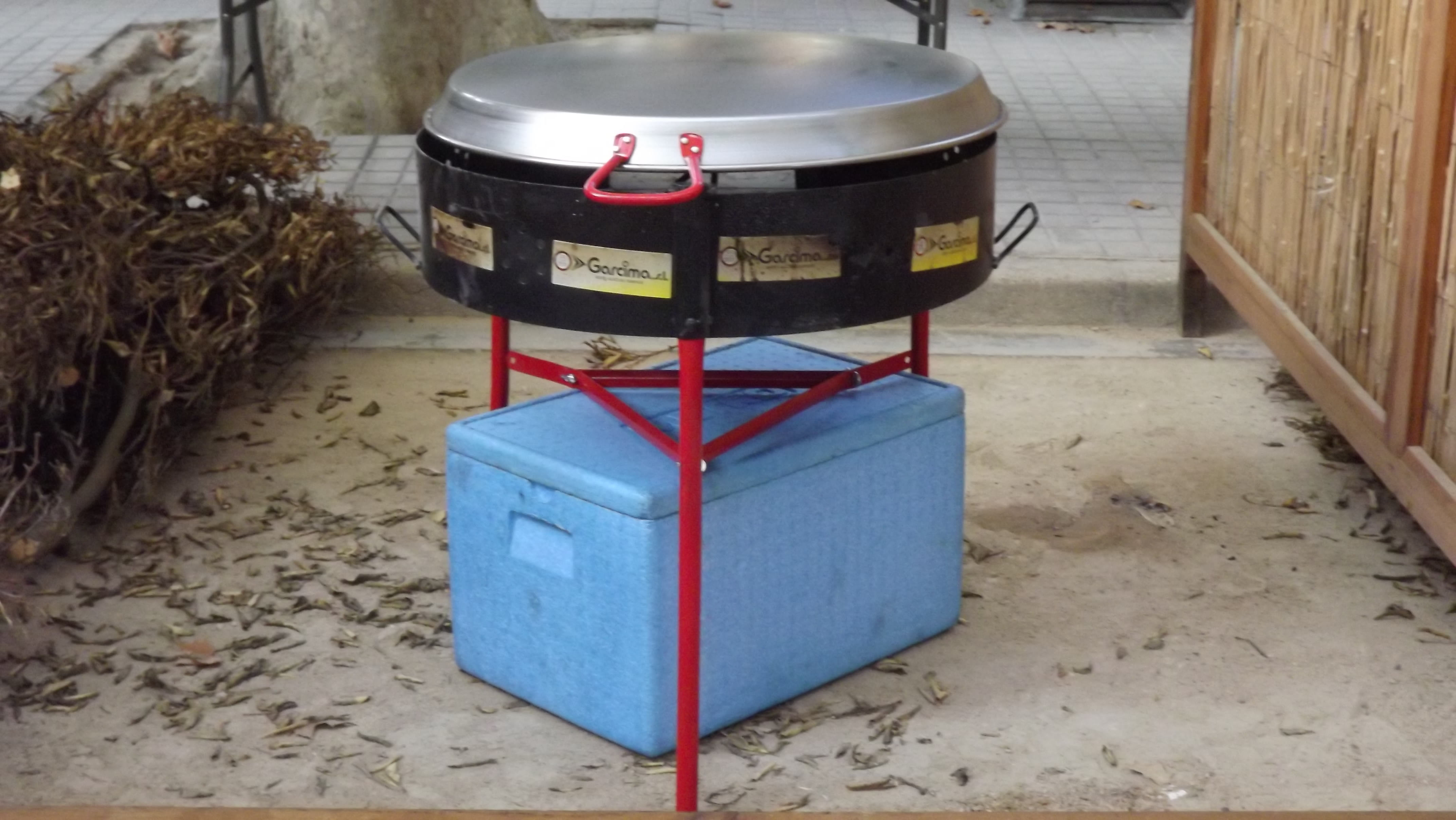
Cada concursant rep els mateixos elements. Els ingredients es lliuren en la borsa blava. La llenya (a l'esquerra) és de taronger.

Els competidors han de ser cuiners professionals, majors d'edat i que participin representant a una empresa hostelera o afí. Poden participar concursants tant espanyols com d'altres països.
Els concursants poden ser-ho per haver guanyat alguna de les proves classificatòries o per haver estat convidats expressament a participar. El màxim de participants –per a l'edició del 2015- va ser de trenta. Cada cuiner pot estar acompanyat d'un ajudant de cuina.
El plat a elaborar és una paella per a quinze persones, segons la recepta redactada pel Comitè Organitzador del Concurs Internacional de Paella Valenciana de Sueca, i avalada pel Club de Caps de Cuina de la Comunitat Valenciana. Les paelles que continguin elements no inclosos en aquesta recepta queden eliminades del concurs.
A més dels ingredients, l'organització proporciona a cada concursant una paella de 70 centímetres de diàmetre, un trébede i llenya per a la cocció del plat.
Les semifinals es realitzen amb unes normes lleugerament diferents, adaptades a la legislació alimentària local i als mitjans disponibles. Així en la semifinal del Pacífic del 2016, cada concursant va utilitzar dos quilos d'arròs bomba; i encara que el pebrot era espanyol enllaunat, la majoria dels productes eren produïts a Tasmània. A més es va cuinar amb gas en comptes d'amb llenya.

### Ingredients
Els ingredients els proporciona l'organització a cada participant i són:
- 1500 grams d'arròs de Sueca
- Un litre d'oli d'oliva
- Quatre dotzenes de vaquetes
- 1500 grams de garrofó
- 500 grams de mongetes tendres
- 1000 grams de ferradura
- Un quilo de tomàquet madur
- Un cap d'all
- Un paquet de safrà en brins, d'un gram, i un gram de safrà molt
- 115 grams de pebrot
- Dos pollastres
- Dos conills
- Sal i aigua

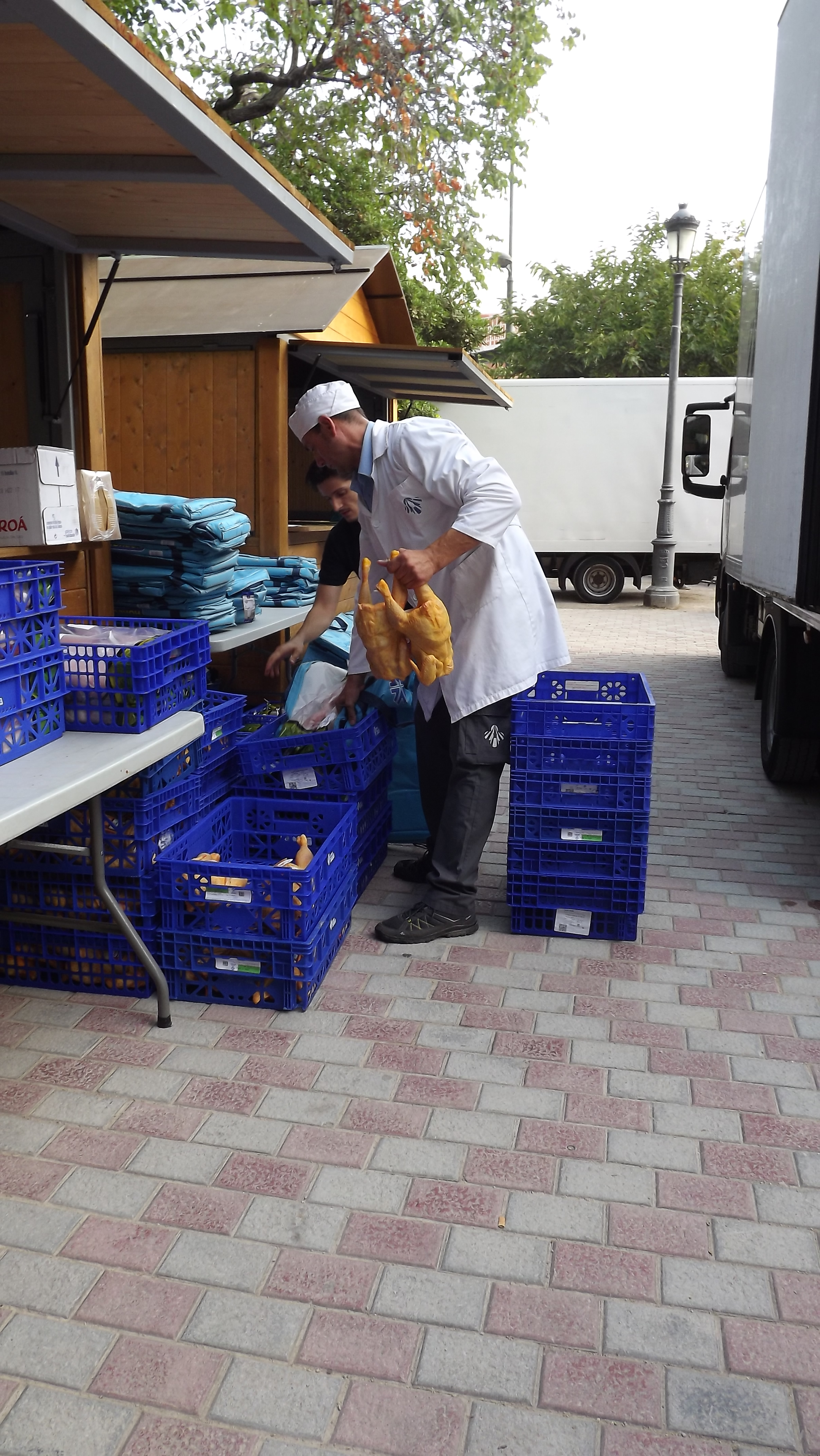
Els ingredients es col·loquen en borses de manera que cada lot idèntic es distribueix de forma aleatòria.
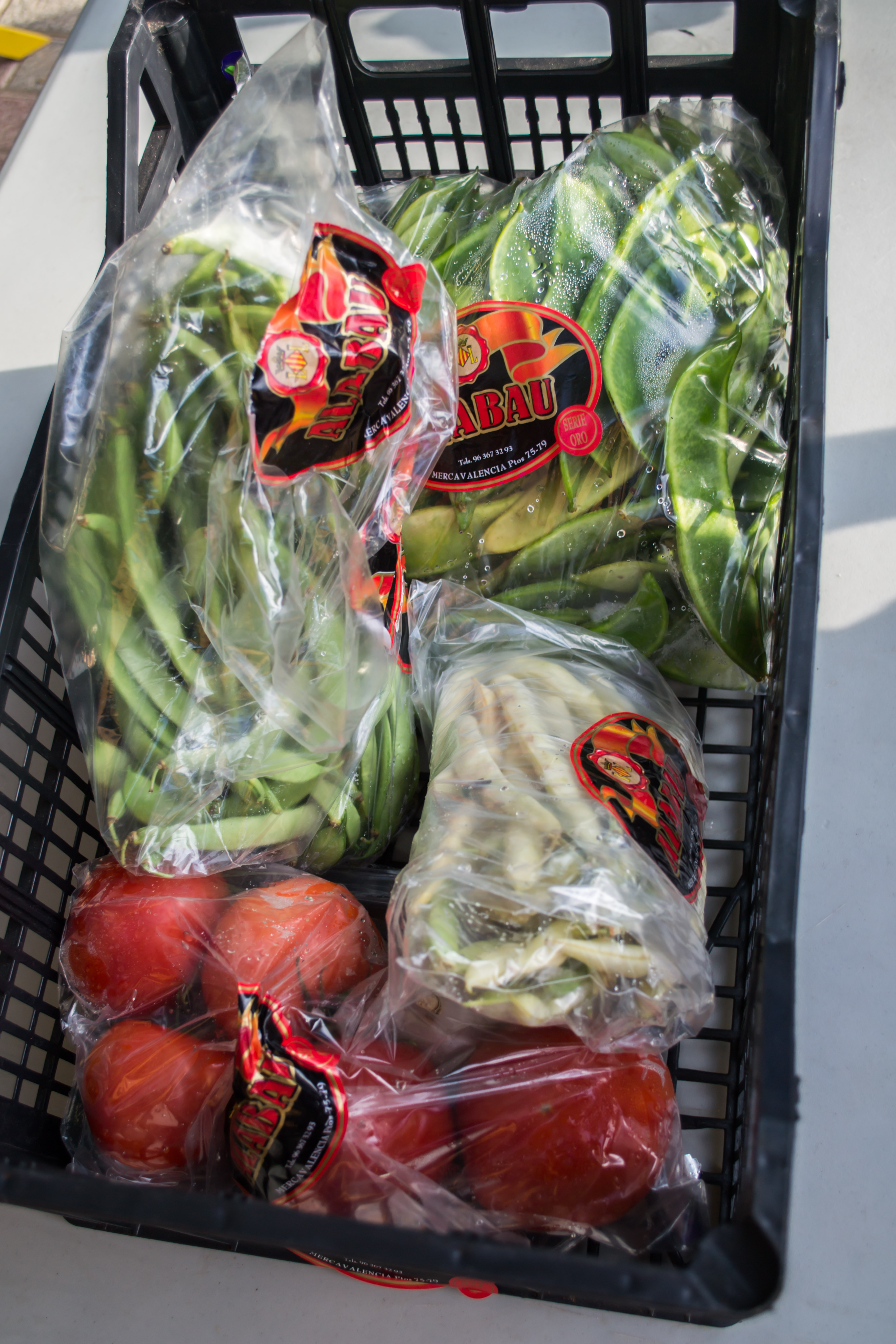
Ferradura, mongetes tendres i tomàquets, abans de ser distribuïts en les bosses.
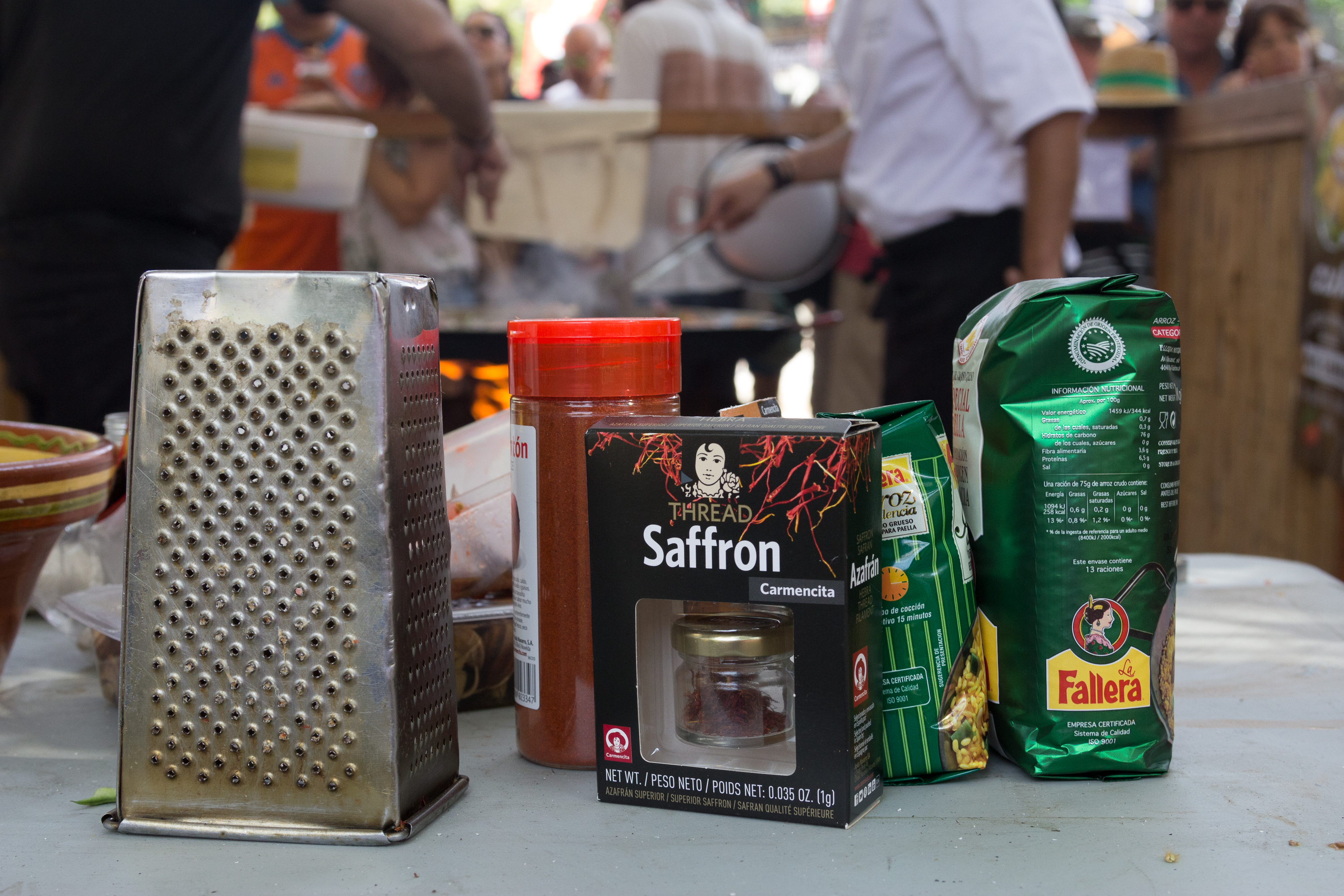
Arròs i safrà. La ratlladora no la proporciona l'organització.
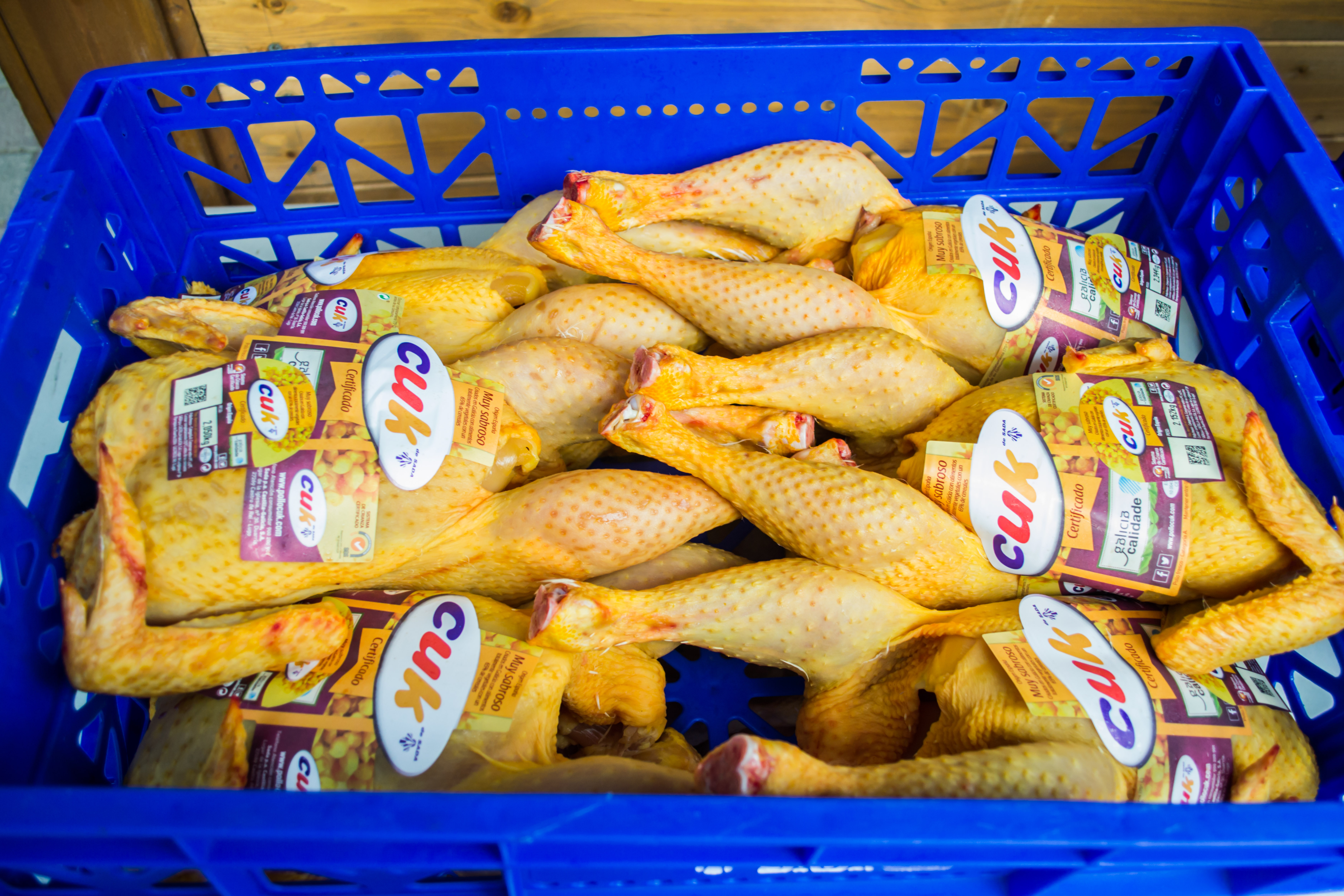
Pollastres preparats per a la seva distribució als concursants.
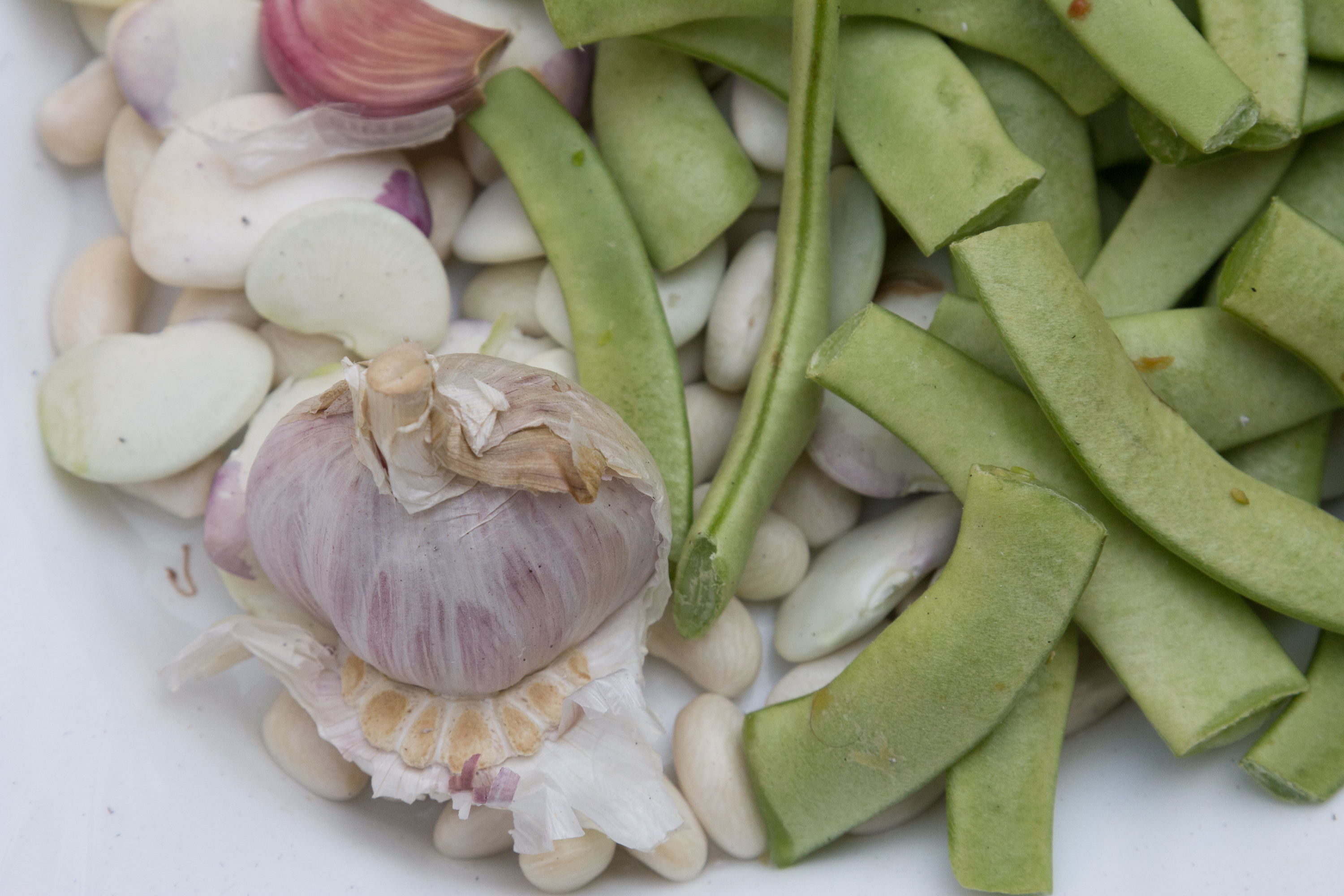
Mongetes tendres, garrofó i cabeça d'alls.
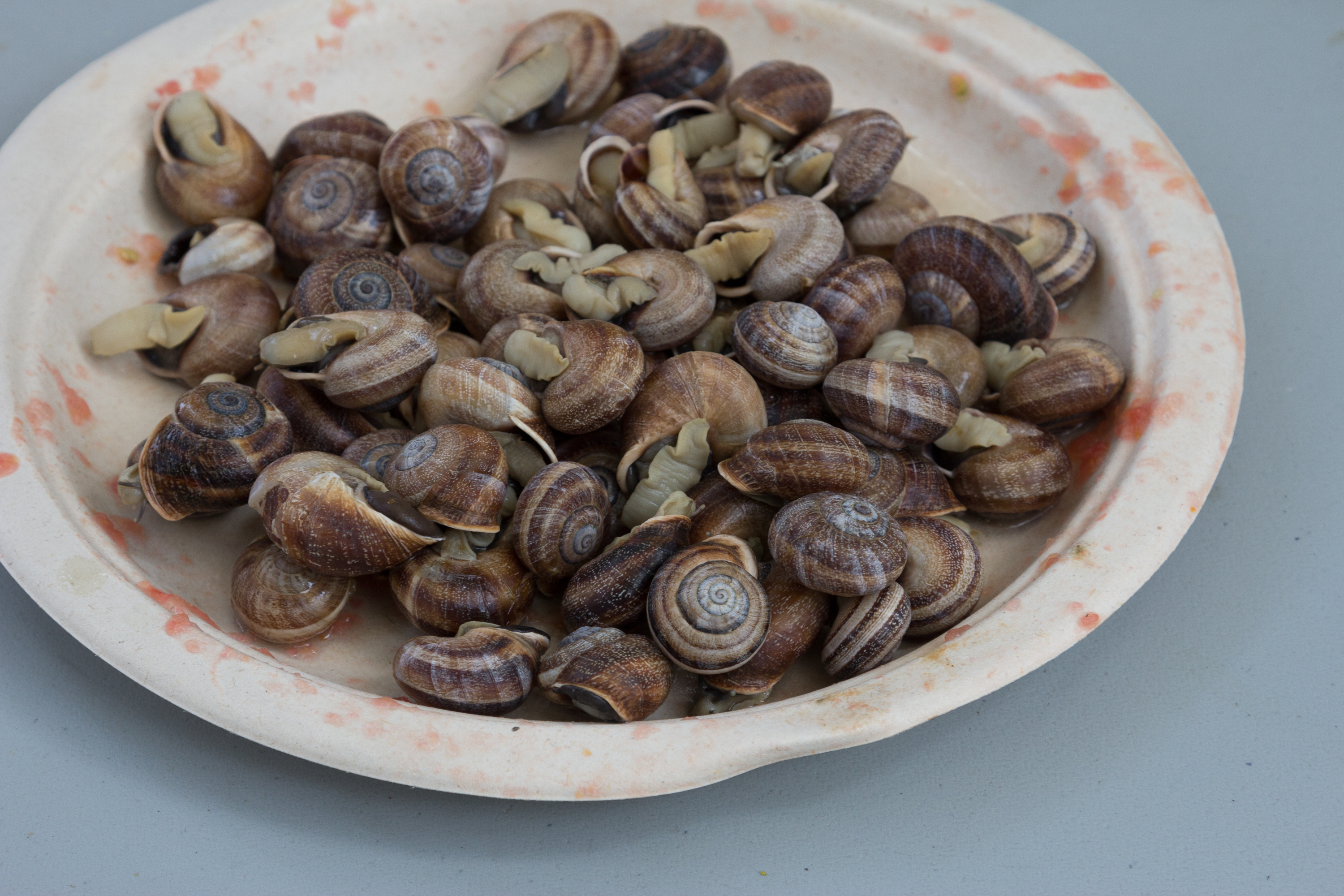
Vaquetes, caragols per a paella.

## Guanyadors
| Any  | Edició | Restaurant               | Ciutat                            | Cuiner                      |
| ---- | ------ | ------------------------ | --------------------------------- | --------------------------- |
| 1998 | 38     | Roque III                | Meliana                           | Roque Carmona Martí         |
| 1999 | 39     | Hostal Valencia          | L'Havana (Cuba)                   | Ibis Gómez Martínez         |
| 2000 | 40     | La Taula                 | València Ciutat                   | Antonio Collado             |
| 2001 | 41     | Albacete 37              | València C.                       | Clemente Palmero Ruiz       |
| 2002 | 42     | Restauración SPG         | València C.                       | Luis M. Gómez Jiménez       |
| 2003 | 43     | Hotel 7 Coronas          | Múrcia                            | Juan Antonio Henáiz Henáiz  |
| 2004 | 44     | El Gourmet               | València C.                       | Jaime Capilla Pérez         |
| 2005 | 45     | Rossinyol                | Nàquera                           | Vicente Bonillo Bemet       |
| 2006 | 46     | Roque III                | Meliana                           | Roque Carmona Martí         |
| 2007 | 47     | Chust Godoy              | València C.                       | Vicente Chust Godoy         |
| 2008 | 48     | Els Tarongers            | Riba-roja de Túria                | José Giménez Amau           |
| 2009 | 49     | Rossinyol                | Nàquera                           | José Antonio Cabo Galera    |
| 2010 | 50     | Els Porxets              | Sueca                             | Juan José Sanchis           |
| 2011 | 51     | Sala Braham              | Riola                             | Salvador Chofre             |
| 2012 | 52     | Ba-Ba-Reeba              | Las Vegas (Nevada, EE UU)         | Carlos Palomar              |
| 2013 | 53     | Posada Real              | Santa María del Campo Rus (Conca) | Julián García               |
| 2014 | 54     | Rte. Miguel y Juani      | L'Alcúdia                         | Paco Rodríguez              |
| 2015 | 55     | L'Albufera               | La Moraleja (Madrid)              | Julián García               |
| 2016 | 56     | Rte. Casa Pepe Sanchis   | Còrdova                           | Pepe Sanchis                |
| 2019 | 59     | Restaurant Fuentecerrada | Terol                             | David Domingo i Mary Santos |